# Alexander Georgijewitsch Medakin
Alexander Georgijewitsch Medakin (russisch Александр Георгиевич Медакин; * 23. September 1937 in Moskau; † 14. Januar 1993 ebenda) war ein sowjetischer Fußballspieler auf der Position eines Verteidigers.

## Laufbahn

### Verein
Batanow spielte zwischen 1956 und 1963 für seinen Heimatverein Torpedo Moskau, mit dem er 1960 sowohl den sowjetischen Meistertitel als auch den sowjetischen Pokalwettbewerb gewann.
Nach seinem Wechsel von Torpedo spielte er noch zwei Jahre für Tschornomorez Odessa und beendete anschließend seine aktive Laufbahn bei Schinnik Jaroslawl.

### Nationalmannschaft
Zwischen dem 21. Mai 1961 und dem 1. Juli 1961 kam Medakin zu drei Länderspieleinsätzen für die Fußballnationalmannschaft der UdSSR; zunächst in einem Freundschaftsspiel, das 0:1 gegen Polen verloren wurde und anschließend im Rahmen der WM-Qualifikation gegen die Türkei (1:0) und Norwegen (5:2).

## Erfolge
- Sowjetischer Meister: 1960
- Sowjetischer Pokalsieger: 1960